# Émetteur de Grand-Couronne
L'émetteur de Grand-Couronne est une installation permettant la diffusion des chaînes de TNT et de radio FM publiques. Elle se trouve au sud-ouest de Rouen, dans la Seine-Maritime, en Normandie. Ce site de diffusion est constitué d'un pylône haubané de 226 mètres de haut et appartient à l'opérateur TDF. Il émet sur une couverture allant d'une partie de la Seine-Maritime à l'Eure. Il dispose aussi de relais de téléphonie mobile, de radiomessagerie, de WiMAX et de faisceaux hertziens.

## Télévision

### Diffusion analogique
Dans la Haute-Normandie, la télévision analogique s'est arrêtée le 1er février 2011, elle était initialement prévue le 7 décembre 2010. Canal+ s'était déjà arrêté le 9 mars 2010.
| Chaîne                   | Canal | Puissance (PAR) |
| ------------------------ | ----- | --------------- |
| TF1                      | 23H   | 173 kW          |
| France 2                 | 33H   | 173 kW          |
| France 3 Haute-Normandie | 26H   | 173 kW          |
| Canal+                   | 7V    | 65 kW           |
| France 5 / Arte          | 59H   | 100 kW          |
| M6                       | 62H   | 100 kW          |

### Diffusion numérique

#### Canaux, puissances et diffuseurs des multiplexes[2],[3]
| Multiplex | Canaux | Puissances (PAR) | Diffuseur |
| --------- | ------ | ---------------- | --------- |
| R1        | 26H    | 40 kW            | TDF       |
| R2        | 36H    | 27 kW            | TDF       |
| R3        | 34H    | 10 kW            | TDF       |
| R4        | 33H    | 40 kW            | TDF       |
| R6        | 23H    | 40 kW            | TDF       |
| R7        | 37H    | 40 kW            | TDF       |
| R9        | 27H    | 1 kW             | TDF       |

##### Multiplex R1
| LCN | Nom de la chaîne         |
| --- | ------------------------ |
| 2   | France 2                 |
| 3   | France 3 Haute-Normandie |
| 14  | France 4                 |
| 27  | France Info              |
| 33  | BFM Normandie            |

##### Multiplex R2
| LCN | Nom de la chaîne                    |
| --- | ----------------------------------- |
| 12  | Gulli                               |
| 13  | BFM TV                              |
| 14  | CNews                               |
| 17  | CStar                               |
| 18  | T18                                 |
| 19  | Novo 19 (à partir du 1er septembre) |

##### Multiplex R4
| LCN | Nom de la chaîne |
| --- | ---------------- |
| 5   | France 5         |
| 6   | M6               |
| 7   | Arte             |
| 9   | W9               |
| 22  | 6ter             |
| 26  | Paris Première   |

##### Multiplex R6
| LCN | Nom de la chaîne |
| --- | ---------------- |
| 1   | TF1              |
| 8   | LCP              |
| 10  | TMC              |
| 11  | TFX              |
| 15  | LCI              |

##### Multiplex R7
| LCN | Nom de la chaîne |
| --- | ---------------- |
| 20  | TF1 Séries Films |
| 21  | L'Équipe         |
| 23  | RMC Story        |
| 24  | RMC Découverte   |
| 25  | Chérie 25        |

##### Multiplex R9
| LCN | Nom de la chaîne |
| --- | ---------------- |
| 52  | France 2 UHD     |

## Radio FM
Le site de diffusion de Grand-Couronne abrite 4 émetteurs diffusant uniquement des stations publiques, dont la locale de la région.
| Fréquence | Station                       | Puissance (PAR) | Code RDS (PS) |
| --------- | ----------------------------- | --------------- | ------------- |
| 92.0      | France Musique                | 100 kW          | MUSIQUE_      |
| 94.0      | France Culture                | 100 kW          | _CULTURE      |
| 96.5      | France Inter                  | 100 kW          | __INTER_      |
| 100.1     | France Bleu Normandie (Rouen) | 100 kW          | BLEU.H.N      |

## Téléphonie mobileet autres transmissions[6]
| Opérateur        | 2G  | 3G  | 4G  | 5G  | FH  |
| ---------------- | --- | --- | --- | --- | --- |
| Orange           | Oui | Oui | Oui | Oui | Non |
| SFR              | Oui | Oui | Oui | Oui | Oui |
| Bouygues Telecom | Oui | Oui | Oui | Oui | Oui |
| Free             | Non | Oui | Oui | Oui | Non |

- E*Message (Radiomessagerie) : RMU-POCSAG
- IFW (opérateur WiMAX) : boucle locale radio de 3 GHz.
- TDF : faisceau hertzien

## Photos
- Sur tvignaud (consulté le 19 avril 2017).
- Sur annuaireradio.fr (consulté le 19 avril 2017).